# Amomum somniculosum
Amomum somniculosum är en enhjärtbladig växtart som beskrevs av S.Sakai och Hidetoshi Nagamasu. Amomum somniculosum ingår i släktet Amomum och familjen Zingiberaceae. Inga underarter finns listade i Catalogue of Life.